# 逮捕しちゃうぞ (パチスロ)
逮捕しちゃうぞ（たいほしちゃうぞ）は、IGTジャパンが2006年に発売した5号機のパチスロ機。
同名の漫画とのタイアップ機。設置台数がそれほど多くないのとあまりパチスロ情報誌などで取り上げられていないのでそれほど広く知られていないパチスロ機である。

## 概要
- ボーナスは終了後にほぼ次回ボーナスまで継続するRT（特売タイム）が付属するBIG（オレンジ色の絵柄）、RTがないBIG（青7）、REG（黒絵柄、実際には出玉の少ないBIG）の3種類。なお、RTについて、低設定はコインが少しずつ増えるが、高設定はコインが純減するため、RT付のBIGを引くと大まかな設定判別が可能になる。低設定時のRT中にハマったり、このボーナスがループした場合には一気に千枚以上のコインを獲得することが可能である。
- ボーナスの抽選は単独抽選の他に小役との重複抽選が行われている。主にチェリーとスイカについて確率が高い。なお、中段チェリーはボーナス確定である。
- 演出のうち射撃演出、シャワー演出はハズレについての演出である。そのため、小役成立でボーナスが確定する。
- BIGの最中は美幸、夏美、頼子のうちの一人が3つのダイスカップの中に隠れていて、その位置を当てることによって、そのキャラクターが警察の制服以外の衣装をまとった画面を見ることができるミニゲームが行われる（ここがこのパチスロ機が「萌えスロ」と呼ばれる由縁である）。なお、このミニゲームはコインの獲得枚数には全く影響しない。
- ボーナス成立告知は成立後数ゲーム後に行われ、どのボーナスかは確定画面表示の2ゲーム後に表示される。